# Carlo Biscaretti di Ruffia (disegnatore tecnico)
Carlo Biscaretti di Ruffia (Torino, 24 agosto 1879 – Ripafratta, 7 settembre 1959) è stato un illustratore, storico e progettista italiano, fondatore dell'omonimo museo dell'automobile di Torino.

## Biografia
Figlio di Beatrice Ferrero e di Roberto Biscaretti di Ruffia, Senatore del Regno e cofondatore della FIAT, ereditò dal padre la grande passione per le automobili. Nel 1898, non ancora maggiorenne, si unì al gruppo dei gentleman-driver fondatori dell'Automobile Club di Torino, partecipò al 1º Giro automobilistico d'Italia del 1901 e fu tra primissimi italiani a conseguire la patente di guida, nel 1902.
Dotato di grande talento per il disegno, abbandonò gli studi di legge per dedicarsi al disegno tecnico, collaborando con le neonate aziende automobilistiche italiane nella realizzazione degli esplosi per i libretti di uso e manutenzione.
Allo scopo di accontentare il padre, che gli consigliava un periodo di apprendistato manageriale, nel 1905 si trasferì a Genova come dirigente di filiale della "Fabbre & Gagliardi", società commerciale di accessori per biciclette e automobili, e poi nella capitale quale direttore nella filiale romana della Carrozzeria Alessio.
Nel 1907 ritornò a Torino per dedicarsi finalmente alla sua passione e fondò lo Studio Tecnico Carlo Biscaretti, nella centrale via della Rocca, che divenne presto un punto di riferimento di molte aziende italiane ed europee per il disegno tecnico e la grafica pubblicitaria. Biscaretti ricevette importanti incarichi da grandi imprese del settore automobilistico come Itala, FIAT, Lancia, SPA, SCAT, Nazzaro, Ansaldo, Michelin e Solex, ma anche di altri settori come Aurora, Olio Sasso e Olivetti.
Pur continuando l'attività di pubblicitario, in campo automobilistico si legò con l'esclusiva alla Itala, per la quale assunse, dal 1916 al 1930, l'incarico di direttore dell'"Ufficio Stampa e Pubblicità".
Ormai affermato e richiestissimo professionista, nel 1932 Biscaretti decise di abbandonare la propria attività per dedicarsi prevalentemente alle automobili d'epoca e alla conservazione del patrimonio tecnologico italiano. Nello stesso anno venne incaricato di organizzare una mostra retrospettiva al 26º Salone dell'Automobile di Milano del 1933 e, sostenuto dal padre e da Cesare Goria Gatti, presentò il suo progetto per realizzare a Torino il Museo dell'Automobile a Mussolini, giunto nel capoluogo piemontese per l'inaugurazione dell'autostrada Torino-Milano.
L'idea ottenne l'assenso del Duce e l'iniziale appoggio dell'amministrazione comunale, ma venne ostacolata dalla melliflua contrarietà del senatore Giovanni Agnelli che, incredibilmente, dichiarò di non ritenere la tecnologia automobilistica italiana sufficientemente prestigiosa da dedicarle un museo. La vera ragione per il pronunciamento di un simile paradosso aveva probabilmente origine nel fatto che Agnelli, proprietario dei terreni edificabili e centrali sui quali doveva sorgere il museo, non poteva opporsi alla loro vendita per non contrariare Mussolini, ma lanciava un leggibile messaggio all'amministrazione comunale di Torino, che subito si adeguò, prima frenando l'iniziativa e poi portandola verso un forte ridimensionamento.
Il museo, dopo cinque anni di "tira e molla", venne così confinato nella periferia cittadina, in angusti locali ricavati nella struttura dello Stadio Benito Mussolini, dove, per la ristrettezza degli spazi, fu possibile esporre solo 73 degli oltre 180 pezzi che componevano la collezione museale. Il museo venne comunque aperto al pubblico nel 1939, ma a causa della posizione decentrata, per anni gli unici visitatori furono i tifosi che andavano a curiosarvi nell'intervallo della partita di calcio.
Dopo la parentesi bellica, Biscaretti riprese caparbiamente la sua opera per dare una sede adeguata al museo, riuscendovi nella seconda metà degli anni cinquanta. I lavori iniziarono nel 1957, ma il promotore non visse a sufficienza per vederli ultimati: la morte lo colse nel suo eremo di Ripafratta, mentre stava progettando la disposizione di una delle sale espositive. La nuova struttura fu a lui dedicata e aperta al pubblico il 3 novembre 1960.
Ma nel 2011 il Museo venne inopinatamente  intitolato a Gianni Agnelli, e a Biscaretti fu solo dedicato un salone, nonostante fosse stato lui l'ideatore del Museo e nello stesso non siano presenti solo modelli prodotti dalla Fiat.